# Elbisheimerhof
Der Elbisheimerhof ist ein Weiler, der zur Ortsgemeinde Marnheim im rheinland-pfälzischen Donnersbergkreis gehört.

## Lage
Der Elbisheimerhof befindet sich im südlichen Gemeindegebiet an der Gemarkungsgrenze zu Göllheim. Er ist größtenteils von Feldern umgeben, nach Süden hin schließt sich ein Steinbruch an.

## Geschichte
Der Ort wurde 1202 erstmals erwähnt, als Arnold von Einselthum und seine Gemahlin Maginheide ihr dortiges Hofgut dem Kloster Hane bei Bolanden schenkten, anlässlich des dortigen Eintritts ihrer Töchter. Der Konvent kaufte noch weitere Güter dazu und war somit Haupteigentümer der Siedlung. Diese Besitzungen bestätigte König Friedrich II. urkundlich im Jahre 1214, unter der Bezeichnung „Hof zu Eigelmundesheim“. Spätere Namen waren auch „Emutesheim“ und „Eymoldisheim“.
Im 17. und 18. Jh. wandelte sich der Name zu Albisheimerhof.

## Infrastruktur
Der Elbisheimerhof ist über die Landesstraße 449 an Göllheim und Marnheim angebunden. Er verfügt außerdem über eine Bushaltestelle.
Elbisheimerhof ist wirtschaftlich vollständig an den Nachbarort Göllheim angebunden: der Ort benutzt die Telefonvorwahl von Göllheim, die Kinder besuchen Göllheimer Kindergärten und Schulen und auch kirchlich ist der Ort nach Göllheim eingepfarrt. Hingegen besitzt der Elbisheimerhof einen eigenen (sehr kleinen) Friedhof.